# مالفيتو
مالفيتو (كالابريان: Marivitu) هي مدينة، وكومونا في مقاطعة كزنسة بمنطقة قلورية، جنوب إيطاليا، انخفض عدد سكانها بشدة في الخمسينيات والستينيات من القرن الماضي بسبب الهجرة الجماعية إلى الولايات المتحدة الأمريكية، وأستراليا والأرجنتين، وكندا.